# Suzavac CS
Suzavac je specijalno kemijsko ručno ili puščano sredstvo uglavnom na bazi CS-a (klorobenzilidenemalonoonitrila)  ili defenola. Osobno je sredstvo za zaštitu i obvezatno je koristiti gas-maske. Može bit pakovan u raznim oblicima i ambalaži (većinom u metalnom (aluminijskom)). Kad je u obliku ručne bombe u valjkastom obliku s inicijalnim zapaljivim upaljačem, onda mu zapaljiva želatinska smjesa iznosi težine od 150-200g, a ako je namijenjen za puščano ispaljenje, tada mu težina iznosi oko 100g.

Specijalna kemijska sredstva mogu biti u obliku kemijskih tromblona, ručnih bombi, ručnih eksplozivno-kemijskih bombi i raznih kemijskih dimnih kompozicija. Dužina sagorijevanja smjese ovisi o količini kemijske supstance.
Ovakva sredstva su zabranjena za normalnu uporabu i prodaju u gore navedenim oblicima, jer su kao takvi dozvoljeni samo policiji i vojsci. Za prodaju su dozvoljena samo u tekućem obliku (sprej) za samoobranu težine manje od 50ml. Ova sredstva mogu samo upotrebljavati stručne osposobljene osobe. Kod aktiviranja ili bacanja takvih kemijskih supstanci treba obratiti pažnju na smjer vjetra i vremenske prilike i zabranjena je upotreba u zatvorenom prostoru.